# Saison 2007-2008 de l'AEL Larissa
 (mars 2025).
Motif : Notoriété de cette saison particulière ?
- Archive Wikiwix
- Bing
- Cairn
- DuckDuckGo
- E. Universalis
- Gallica
- Google
- G. Books
- G. News
- G. Scholar
- Persée
- Qwant
- (zh) Baidu
- (ru) Yandex
- (wd) trouver des œuvres sur Wikidata

| 1. | Préciser le motif de la pose du bandeau. | Précisez le motif de la pose du bandeau en utilisant la syntaxe suivante : {{admissibilité à vérifier\|date=mars 2025\|motif=remplacez ce texte par le motif}}                                         |
| 2. | Informer les utilisateurs concernés.     | Pensez à avertir le créateur de l'article, par exemple, en insérant le code ci-dessous sur sa page de discussion : {{subst:avertissement admissibilité à vérifier\|Saison 2007-2008 de l'AEL Larissa}} |

Maillots
La saison 2007-2008 de l'AEL Larissa a débuté le 1er septembre 2007. Elle s'est terminée le 20 avril 2008 avec la fin du championnat de Super League Ellada lors de la 30e journée. Cependant, une phase finale de championnat a lieu dite de play-off avec 6 matches. La phase finale a été jouée le 14 mai 2008.

## Évènements
- L'AEL reprend la nouvelle saison après une très belle saison couronnée de succès par la victoire au Panthessaliko Stadium de Volos, en Coupe de Grèce contre le Panathinaïkos Athènes.

Quelques départs sont à signalés dont celui de Christian Bassila et de l'emblématique Thomas Kyparissis qui prend sa retraite sportive. 
- Le championnat reprend difficilement après de nombreux revers à l'extérieur et aucune victoire à domicile. Ainsi, c'est 0-0 contre Véria, 3-3 contre Levadeiakos et 1-1 contre Xanthi. Il faut attendre la 11e journée pour la première victoire 1-0 contre l'Aris Salonique le 9 décembre 2007. l'AEL évincé de la coupe de l'UEFA malgré un joli parcours et ses 6 matches européens, peut se remettre au championnat. Elle signe une victoire contre Everton à Volos 3-1.
- En championnat, un premier bilan présente, l'AEL avec 6 matches nuls et 4 défaites. Dès lors, une remontée spectaculaire débute avec un phase retour de victoires consécutives dont une contre l'AEK Athènes 1-0. Successivement, c'est Atromitos, Levadeiakos, l'AEK Athènes, Panionios qui tombent. Enfin, une belle victoire contre l'OFI Herakleion 5-1 le 16 mars, devant un stade Alkazar conquis, place l'AEL à la 7e place du championnat à 3 points du 5e. L'AEL ne remettra pas son titre de Coupe de Grèce, battu par Thrasivoulos, une équipe évoluant en B' Ethniki. (1-2 / 1-3). La route s'arrête en 1/4 de Finale.
- La fin de saison est dorée malgré quelques échecs devant les ténors du championnat. Victoire contre Apollon Kalamarias 3-2, 1-1 contre Aris, 3-2 contre Ergotelis. Enfin, le 20 avril, AEL Larissa remporte une victoire historique 4-3 contre le PAOK Salonique en remontant les 0-3 qui étaient en faveur du PAOK à la mi-temps. Les 3pts gagnés n'ont pas suffi pour prendre la place au classement final, puisque c'est le Panionios Athènes qui disputera cette année les play-off en tant que dernière équipe sélectionnée. La victoire est amère.
- Larissa termine la saison le 20 avril, à la 6e place avec 45 pts et 35 buts inscrits, 30 encaissés et une invincibilité à domicile.

## Staff
- Giorgios Donis (Γιώργος Δώνης)est l'entraîneur de l'AEL depuis quelques saisons. Il a porté l'équipe en première division grecque. Ancien joueur des Blackburn Rovers en Angleterre, il est le premier joueur grec a évolué au niveau d'une demi-finale de coupe d'Europe des champions en 1985. Il a  joué contre l'Ajax Amsterdam  et pour l'AEK Athènes et Sheiffield Wednesday, dernière équipe avant la fin de sa carrière qui a été écourtée par des ennuis physique.

Entraîneur, il commence sa carrière à Illisiakos qu'il a fait monter de 4e division (Δ' Ethniki) en 2e division (Β' Ethniki).
- Makis Aggelinas(Μάκης Αγγελίνας)est l'entraîneur-adjoint de Donis depuis 3 ans. Il est ancien joueur des équipes de Proodeftiki, Keratsini et Skoda Xanthi. Il a joué à de nombreuses reprises en Première division grecque.

- Grégoris Georgitsas(Γρηγόρης Γεωργίτσας)est chargé de l'entraînement physique. Il est professeur d'éduction physique. Il a été athlète et a été attaché à la préparation physique de clubs de football avec les équipes de Aris Petroupolis, Illisiakos et Ionikos.

- Christos Maichaïl (Χρήστος Μιχαήλ)est l'entraîneur des gardiens de but depuis 5 ans. Il est un ancien joueur de l'AEL pour laquelle il a tissé de forts liens avec l'équipe "Vissini". Il est l'ancien gardien de but de la grande équipe de Larissa qui a gagné en 1988 le titre de champion de Grèce. Il a joué 262 matches de haut niveau dans sa carrière.

- Miodrag Medan est serbe né à Mostar, chargé de recrutement et supervise les matches. Formé à l'école des entraîneurs de Yougoslavie. Il est en Grèce depuis près de 10 ans et a porté les maillots de différents clubs grecs. Il a joué à de nombreuses reprises (230 matches tous confondus)dans les Championnats grecs. Son premier club: Lokomotiv.

## L'effectif de la saison

### Gardiens de but
| N° | Nom               | Poste   | Naissance   | Nationalité sportive | Sélections    |
| 1  | Fotis Kipouros    | Gardien | 9 août 1975 | Grèce                | Équipe Jeunes |
| 16 | Stefanos Kotsolis | Gardien | 6 mai 1979  | Grèce                | Espoirs       |
| 30 | Ilias Makris      | Gardien | 6 août 1987 | Grèce                |               |

### Défenseurs
| N° | Nom                  | Poste          | Naissance        | Nationalité sportive | Sélections             |
| 2  | Ilias Kotsios        | Arrière gauche | 25 avril 1977    | Grèce                |                        |
| 3  | Stelios Venetidis    | Arrière gauche | 19 novembre 1976 | Grèce                | Équipe de Grèce        |
| 4  | Nikos Dabizas        | Arrière        | 3 août 1973      | Grèce                | Espoirs                |
| 20 | Marco Foerster       | Arrière        | 23 avril 1976    | Allemagne            |                        |
| 24 | Tasos Venetis        | Arrière        | 24 mars 1980     | Grèce                | Grèce Jeunes, Espoirs  |
| 31 | Michalis Boukovallas | Défenseur      | 14 janvier 1988  | Grèce                | Équipe de Grèce Jeunes |
| 77 | Panagiotis Katsiaros | Défenseur      | 8 mai 1978       | Grèce                |                        |

### Milieux de terrain
| N° | Nom                 | Poste  | Naissance         | Nationalité sportive | Sélections                          |
| 5  | Ilias Kyriakidis    | Milieu | 5 août 1985       | Grèce                | Équipe de Grèce jeunes              |
| 6  | Dimitris Gikas      | Milieu | 4 avril 1984      | Grèce                | Équipe de Grèce espoirs             |
| 17 | Marcelo Sarmiento   | Milieu | 3 novembre 1979   | Argentine            |                                     |
| 18 | Giórgos Fotákis     | Milieu | 29 octobre 1981   | Grèce                | équipe de Grèce Espoirs             |
| 22 | Alexandros Vergonis | Milieu | 1er décembre 1985 | Grèce                | Équipe de Grèce espoirs de football |
| 33 | Panagiotis Barhomis | Milieu | 12 mars 1976      | Grèce                | Jeunes                              |
| 42 | Walter Iglesias     | Milieu | 18 avril 1985     | Argentine            |                                     |

### Attaquants
| N° | Nom                     | Poste           | Naissance             | Nationalité sportive | Sélections                   |
| 9  | Facundo Parra           | Avant           | 15 juin 1985          | Argentine            | Jeunes                       |
| 9  | Christos Xaldzis        | Avant           | 1er décembre 1982     | Grèce                |                              |
| 29 | Ibrahima Bakayoko       | Avant           | 31 décembre 1976      | Côte d'Ivoire        | International Côte d'Ivoire  |
| 79 | Maciej Zurawski         | Avant           | 12 septembre 1979     | Pologne              | Équipe des Jeunes de Pologne |
| 88 | Kostas Banoussis        | Avant           | 23 janvier 1988       | Grèce                | -                            |
| 20 | Jozef Kožlej            | Avant           | 8 juillet 1973        | Slovaquie            | Équipe de Slovaquie          |
| 10 | Alexandre Silva Cleyton | Milieu offensif | 18 mars 1983 (Brésil) | Brésil               |                              |
| 23 | Nektarios Alexandrou    | Milieu offensif | 19 décembre 1983      | Chypre               | Équipe de Chypre             |
| 13 | Andreas Lambropoulos    | Milieu offensif | 30 juillet 1988       | Grèce                | Grèce Espoirs                |
| 14 | Tümer Metin             | Milieu offensif | 14 octobre 1974       | Turquie              | Turquie A                    |
| 19 | Thanassis Maggos        | Milieu offensif | 16 mai 1990 (Grèce)   | Grèce                | Grèce Juniors                |

## Compétitions

### Survol
- Championnat "Super League Ellada", du 2 septembre 2007 au 20 avril 2008 : 30 matchs, 14 clubs.
- Coupe de l'UEFA, début au premier tour le 20 septembre. La finale se déroulera le 21 mai. Entre deux et treize matchs, 123 clubs participent (tours préliminaires compris).
- Coupe de Grèce, début en 1re phase. Jusqu'à 8 matchs, 69 clubs.

### Parcours Européen
Coupe de l'UEFA
- Tour préliminaire

Le 20 septembre 2007, AEL Larissa réalise un match de grande qualité au Panthessaliko Stadium de Volos, et remporte une victoire importante contre les Blackburn Rovers. 
AEL Larissa - Blackburn Rovers 2-0 (1-2)
La nouvelle formule de la coupe de l'UEFA permet à l'AEL Larissa d'être reversée dans la poule A éliminatoire:
- POULE A:

 AZ Alkmaar
 Everton
 Zenith St Petersbourg
 FC Nuremberg
- Le 25 octobre 2007

 Everton -  AEL Larissa 1-3
- Le 8 novembre 2007 à Volos (Panthessaliko Stadium)

 AEL Larissa -  Zenith St Petersbourg  2-3
- Le 29 novembre 2007

 AZ Alkmaar -  AEL Larissa 1-0
- Le 20 décembre 2007 à Volos (Panthessaliko Stadium)

 AEL Larissa-  FC Nuremberg  1-3
- Les buteurs de l'AEL Larissa:

 A.Cleyton 1 but
 N.Alexandrou 1 but
 G.Fotakis 1 but
 J.Kozleï 1 but

## Super League

### Classement
| P | Équipe            | Matchs | V  | N  | D  | BP | BC | Diff. | Points | Qualifications-relégations |
| - | ----------------- | ------ | -- | -- | -- | -- | -- | ----- | ------ | -------------------------- |
| 4 | Aris Salonique    | 30     | 14 | 8  | 8  | 30 | 20 | 10    | 50     | Play-off Super League      |
| 5 | Panionios Athènes | 30     | 13 | 6  | 11 | 39 | 42 | -3    | 45     | Play-off Super League      |
| 6 | AEL Larissa       | 30     | 13 | 12 | 7  | 35 | 30 | -5    | 45     |                            |
| 7 | Asteras Tripolis  | 30     | 11 | 11 | 8  | 28 | 24 | 4     | 44     |                            |
| 8 | Skoda Xanthi      | 30     | 10 | 6  | 14 | 33 | 39 | -6    | 36     |                            |

Dernière mise à jour : 27 avril 2008

Source : Σούπερ Λίγκα Ελλάδα

Règles de classement : 1. points ; 2. différence de buts ; 3. buts marqués ; 4. différence de buts particulière ; 5. classement du fair-play.

### Résultats par journée
- 1re journée - 2 septembre 2007.

Asteras Tripolis - AEL 0-1
- 2e journée - 23 septembre 2007.

AEL - Veria 1-1
- 3e journée - 29 septembre 2007.

Atromitos - AEL 2-0
- 4e journée - 7 octobre 2007.

AEL - Leviadakos 3-3
- 5e journée - 20 octobre 2007

AEK - AEL 1-0
- 6e journée - 28 octobre 2007

Panionios - AEL 3-1
- 7e journée - 4 novembre 2007

AEL - Skoda Xanthi 0-0
- 8e journée - 11 novembre 2007

Iraklis -AEL 1-1
- 9e journée - 25 novembre 2007

AEL - Panathinaikos 2-2
- 10e journée - 2 décembre 2007

OFI Crète - AEL 0-0
- 11e journée - 9 décembre 2007

AEL - Aris 1-0
- 12e journée - 16 décembre 2007

Apollon Kalamaria - AEL 1-1
- 13e journée - 23 décembre 2007

AEL - Olympiakos Le Pirée 0-0
- 14e journée - 29 décembre 2007

Ergotelis - AEL 0-0
- 15e journée - 6 janvier 2008

PAOK - AEL 1-0
- 16e journée - 13 janvier 2008

Asteras Tripolis - AEL 1-1
- 17e journée - 20 janvier 2008

Veria - AEL 1-0
- 18e journée - 27 janvier 2008

AEL - Atromitos 2-0
- 19e journée - 2 février 2008

Leviadakos - AEL 0-1
- 20e journée - 9 février 2008

AEL - AEK 1-0
- 21e journée - 16 février 2008

AEL - Panionios 1-0
- 22e journée - 24 février 2008

Skoda Xanthi - AEL 1-1
- 23e journée - 2 mars 2008

AEL - Iraklis 1-0
- 24e journée - 9 mars 2008

Panathinaïkos - AEL 2-0
- 25e journée - 16 mars 2008

AEL - OFI Crète 5-1
- 26e journée - 23 mars 2008

Aris - AEL 1-1
- 27e journée - 30 mars 2008

AEL - Apollon Kalamaria 2-1
- 28e journée - 6 avril 2008

Olympiakos - AEL 2-1
- 29e journée - 13 avril 2008

AEL - Ergotelis 3-2
- 30e journée - 20 avril 2008

AEL - PAOK 4-3

## Les périodes de l'AEL
Notes: V= victoire, N=Nul, D= Défaite
- 1re période : Défaites et matches nuls

1re Journée à la 7e journée :
D/N/D/N/D/D/N soit 3pts en 7 matches
- 2e période: Matches nuls

8e journée à la 17e journée :
N/N/N/V/N/N/N/D/N/D soit 10 points en 10 matches
- 3e période: L'ascension exceptionnelle

18e journée à la 30e journée :
V/V/V/V/N/V/V/V/N/V/D/V/V soit 32 points en 13 matches

## Coupe de Grèce
4e Phase :
Illioupoli - AEL Larissa 0-4
5e Phase :
Apollon Kalamaria - AEL Larissa 1-2
1/4 de Finale :
Thrasivoulous - AEL Larissa 1-0 (3-1)